# Budeč (Jindřichův Hradec-i járás)
Budeč település Csehországban, a Jindřichův Hradec-i járásban. Budeč Lomy, Budíškovice, Horní Slatina és Knínice településekkel határos. Lakosainak száma 224 fő (2024. január 1.).

## Népesség
A település lakosságának változását az alábbi diagram mutatja:
| Lakosok száma | 482  | 484  | 408  | 306  | 255  | 231  | 209  | 204  | 215  | 224  |
|               | 1869 | 1890 | 1921 | 1950 | 1980 | 2001 | 2017 | 2019 | 2022 | 2024 |